# Remo Stefanoni
Remo Stefanoni (Bardello, Llombardia, 10 de setembre de 1940) és un ciclista italià, ja retirat, que fou professional entre 1963 i 1969. El seu èxit més important fou una victòria d'etapa a la Volta a Catalunya de 1965.

## Palmarès
- 1962
  - 1r a la Torí-Biella
- 1965
  - Vencedor d'una etapa a la Volta a Catalunya
  - Vencedor d'una etapa a la Ruta del Sol
- 1967
  - 1r a Ceprano

### Resultats al Tour de França
- 1965. 74è de la classificació general
- 1967. Abandona (7a etapa)

### Resultats al Giro d'Itàlia
- 1964. 42è de la classificació general
- 1966. 78è de la classificació general
- 1967. 43è de la classificació general
- 1968. 75è de la classificació general